# هوشیارپور
هوشیارپور (به انگلیسی: Hoshiarpur) یک منطقهٔ مسکونی در هند است که در بخش هوشیارپور واقع شده‌است. هوشیارپور ۱۶۸٬۴۴۳ نفر جمعیت دارد و ۲۹۶ متر بالاتر از سطح دریا واقع شده‌است.کارخانه تراکتورسازی سولیس در این شهر قرار دارد.